# Paracontias milloti
Espèce
Statut de conservation UICN

 DD  : Données insuffisantes
Paracontias milloti est une espèce de sauriens de la famille des Scincidae.

## Répartition
Cette espèce est endémique de Madagascar. Elle se rencontre dans les îles de Nosy Mitsio et de Nosy Mamoko.

## Étymologie
Cette espèce est nommée en l'honneur de Jacques Millot.

## Publication originale
- Angel, 1949 : Description d’une espèce nouvelle du genre Paracontias. Mémoire de l'Institut scientifique de Madagascar, sér. A, vol. 3, no 1, p. 81-87 (texte intégral).